# Підводні човни типу «Правда»
Підводні човни типу «Правда», також IV серія (рос. Подводные лодки типа «Правда») — клас військових кораблів з 3 радянських великих дизель-електричних підводних човнів. Ескадрені підводні човни типу «Правда» IV серії будувалися на Балтійському суднобудівному і механічному заводі (Ленінград) за проектом Асафова О. М. і входили до складу військово-морського флоту СРСР. Субмарини типу «Правда» призначалися для спільних дій з надводними кораблями в єдиних бойових порядках. Через низку серйозних конструктивних недоліків всі 3 підводні човни цієї серії після передачі їх флоту не розглядалися як бойові, а використовувалися як навчальні кораблі.

## Підводні човни типу «Правда»
| № | Назва                                                      | Заводський № | На честь        | Закладено      | Спущено        | У строю       | Статус |
| - | ---------------------------------------------------------- | ------------ | --------------- | -------------- | -------------- | ------------- | --- |
| 1 | П-1 «Правда» (з 15.09.1934 — «П-1»)                        | 218          | газета «Правда» | 21 травня 1931 | 30 січня 1934  | 9 червня 1936 | У ніч на 11 вересня 1941 загинув унаслідок підриву на міні за 6 миль на південь від плавучого маяка Калбодагрунд                 |
| 2 | П-2 «Звєзда» (з 15.09.1934 — «П-2», з 09.06.1949 — «Б-31») | 219          | газета «Звєзда» | 19 грудня 1931 | 15 квітня 1934 | 9 липня 1936  | 9 серпня 1955 року перетворений на блокшив; 20 червня 1956 року виключений зі списків ВМФ; 17 серпня 1956 року списаний на брухт |
| 3 | П-3 «Іскра» (з 15.09.1934 — «П-3», з 09.06.1949 — «Б-1»)   | 220          | газета «Іскра»  | 19 грудня 1931 | 1 грудня 1934  | 9 липня 1936  | 2 червня 1952 року виключений зі списків ВМФ                                                                                     |